# Jean-Baptiste de Villèle

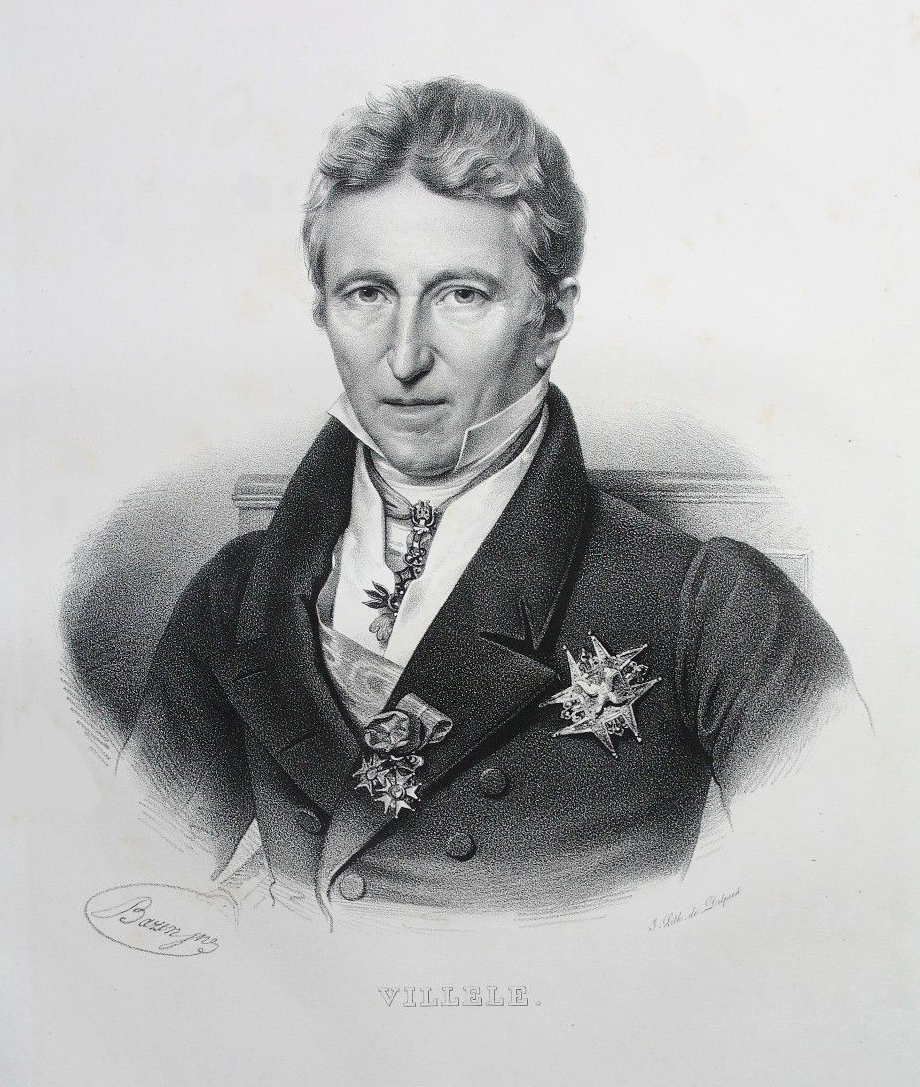
Jean-Baptiste de Villèle

Jean-Baptiste Guillaume Joseph Marie Anne Séraphin, graaf de Villèle, kortweg Jean-Baptiste de Villèle (Toulouse, 14 april 1773 – aldaar, 13 maart 1854), was een Frans staatsman die als premier van Frankrijk van 1821 tot 1828 diende. Gedurende de Bourbonrestauratie was hij de leider van de ultraroyalistische factie.

## Jeugd
Hij werd opgevoed om in de marine te gaan. In juli 1788 vervoegde hij de "Bayonnaise" in Brest en diende in West- en Oost-Indië. Tijdens de Terreur werd hij gearresteerd op de Île de Bourbon en na de Thermidorreactie in juli 1794 werd hij vrijgelaten. Hij kocht vervolgens vastgoed op het eiland en in 1799 huwde hij met de dochter van monsieur Desbassyns de Richemont, wiens landgoed hij had beheerd. Zijn leertijd in de politiek werd vervuld in de Koloniale Assemblée van Bourbon, waar hij succesvol vocht om de kolonie te behoeden tegen eeuwigdurende bemoeienissen van de autoriteiten in Parijs. Ook kon hij voorkomen dat lokale ontevredenen de Engelsen zouden oproepen voor bescherming.
Na de aankomst van generaal Charles Decaen, benoemd door Napoleon Bonaparte in 1802, kon de veiligheid van het eiland gegarandeerd worden en vijf jaar later vertrok Villèle, die intussen een groot fortuin had vergaard, terug naar Frankrijk. Hij werd burgemeester van zijn gemeente en was onder het Empire lid van de raad van de Haute-Garonne.

## De Bourbonrestauratie (1815-1830)
Bij de Bourbonrestauratie van 1814 verklaarde hij onmiddellijk zijn royalistische principes. Van 1814 tot 1815 was hij burgemeester van Toulouse en werd afgevaardigde voor de Haute-Garonne in de ultraroyalistische Chambre introuvable van 1815.
Villèle, die voor de bekendmaking van het charter enkele Observations sur le projet de constitution schreef en die de Chambre introuvable iets te democratisch in karakter noemde, nam met de andere ultraroyalisten zijn plaats in bij extreemrechts. Bij de nieuwe Kamer van Afgevaardigden die in 1816 van start ging was zijn partij echter in de minderheid, maar desondanks steeg zijn personele autoriteit. Door de ministers werd hij bekeken als de minst onredelijke persoonlijkheid in zijn partij en door de andere "ultra's" werd hij aanzien als de veiligste van hun leiders.
Door de kieswet van 1817 werd Abbé Grégoire, die in de Nationale Conventie van 1792 voor de dood van Lodewijk XVI stemde, in 1819 toegelaten in de Kamer van Afgevaardigden. De conservatieve partij kreeg veel sterkte voor het alarm dat ze sloegen door dit incident en door de shock die veroorzaakt door de moord op de hertog van Berry begin 1820. Hierdoor werd de eerste minister, de hertog van Richelieu, verplicht om twee van de leiders van de "ultra's" (Villèle en Corbière) in zijn kabinet toe te laten. Ongeveer een jaar later nam Villèle echter ontslag uit de regering, maar na de val van het kabinet-Richelieu eind 1821 werd Villèle minister van Financiën in de nieuwe regering en was feitelijk ook de voorzitter van de ministerraad.
Hoewel Villèle geen hoveling was, kreeg hij op het hof steun van Sosthène de la Rochefoucauld en van Madame du Cayla en in 1822 werd hij door Lodewijk XVIII benoemd tot graaf en werd officieel eerste minister. Hij ging onmiddellijk verder met de oppositie te muilkorven door verschillende strenge perswetten in te voeren en bij de ontdekking van kleine liberale samenzweringen gebruikte hij dit als excuus voor verdere repressie. In 1823 betrok Villèle tegen zijn wil Frankrijk bij een inmenging in Spanje door Mathieu de Montmorency en François-René de Chateaubriand. Hij kon door deze campagne echter wat krediet voor de monarchie oogsten.
Intussen kon Villèle de koninklijke macht doen toenemen door Lodewijk XVIII ervan te overtuigen om de liberale meerderheid in de Senaat te beëindigen door 27 nieuwe pairs te benoemen. Ook kon hij door de toenemende populariteit van de koninklijke familie na de Spaanse campagne nieuwe verkiezingen uitschrijven voor de Kamer van Afgevaardigden, waarbij nog maar 19 liberalen in de Kamer overbleven. Hierdoor werd er gedacht dat er tijd voorzien zou worden om sommige delen van het ancien régime terug te brengen. De plannen van Villèle werden gesteund door de nieuwe koning Karel X, die zijn overleden broer Lodewijk XVIII had opgevolgd en die voor een terugkeer van de absolute monarchie was.
Voorzichtige financiële administraties sinds 1815 maakte het mogelijk dat de obligaties van 5 tot 3% werden omgezet. Er werd voorgesteld om het geld vrijgekomen door deze operatie als vergoeding te gebruiken voor emigranten die tijdens de Franse Revolutie land verloren hadden. Hiervoor zouden 1 miljard franc gebruikt worden. Ook werd er voorgesteld om voormalige privileges van religieuze congregaties te herstellen.
Sommige van deze voorstellen werden, met sommige beperkingen, vastgelegd. Zo werd in 1825 heiligschennis een criminele daad waarvoor de doodstraf kon gegeven worden en de regering bereidde ook een wetswijziging voor in verband met het gelijke erfenisrecht, waardoor rijkeren weer grote landgoederen konden hebben. Deze maatregelen veroorzaakten gewelddadige oppositie en er werd gevraagd om een nieuwe en nog strengere perswet af te schaffen. The pairs keurden de nieuwe perswet ook niet goed en in november 1827 werden er 26 nieuwe pairs aangesteld. Dit hielp echter niet en er moesten nieuwe verkiezingen georganiseerd worden. Het nieuwe parlement stond echter vijandig tegenover Villèle en Villèle nam ontslag. Zijn opvolger werd de gematigde burggraaf de Martignac.
Villèle trok zich terug uit het openbaar leven en ging zijn memoires schrijven. Na zijn overlijden werden de memoires door zijn familie uitgebracht.
- Bibliothèque nationale de France: cb130109457 (data)
- Gemeinsame Normdatei: 1055269835
- International Standard Name Identifier: 0000 0000 8392 9122
- Library of Congress Control Number: n87895021
- Nationale bibliotheek van Australië: 36583809
- Nederlandse Thesaurus van Auteursnamen: 108501051
- Réseau des bibliothèques de Suisse occidentale: 02-A028452372
- SNAC: w65166t7
- Système universitaire de documentation: 081603088
- Trove: 1305832
- Virtual International Authority File: 71525644
- WorldCat: E39PBJvCJVwvWbJDB7YKkVHDMP